# Liste der Straßengrenzübergänge zwischen Deutschland und der Schweiz
Die Liste der Straßengrenzübergänge zwischen Deutschland und der Schweiz führt alle Straßenübergänge der Grenze zwischen Deutschland und der Schweiz auf, die von Kraftfahrzeugen genutzt werden können und zugleich auch genutzt werden dürfen. Übergänge, die nur dem Anliegerverkehr von einzelnen Häusern oder Höfen dienen, ausschließlich für land- und forstwirtschaftlichen Verkehr geöffnet sind oder ehemals bedeutend waren, heute aber dauerhaft für den Verkehr geschlossen sind, werden nicht mitaufgezählt. Die Grenzübergänge werden dem Grenzverlauf folgend von West nach Ost aufgelistet (laufende Nummerierung). Nach der Auflistung der Übergänge des rechtsrheinischen Schweizer Gebiets um Schaffhausen folgen die Grenzübergänge zur deutschen Exklave Büsingen am Hochrhein. Diese werden dem Grenzverlauf folgend entgegen dem Uhrzeigersinn gelistet.
| Lfd. Nr. | Anschlussstraße               | Anschlussstraße               | Anschlussstrasse           | Anschlussstrasse                                       | Grenzstädte                     | Grenzstädte            | Ort des Grenzübertritts | Hauptart des Grenzverkehrs      | Kontrollstelle | Bemerkung | Koordinaten                                       | Bild |
| Lfd. Nr. | Bezeichnung                   | Straßenkategorie              | Bezeichnung                | Strassentyp (Strassenkategorie)                        | Deutschland                     | Schweiz                | Ort des Grenzübertritts | Hauptart des Grenzverkehrs      | Kontrollstelle | Bemerkung | Koordinaten                                       | Bild |
| -------- | ----------------------------- | ----------------------------- | -------------------------- | ------------------------------------------------------ | ------------------------------- | ---------------------- | ----------------------- | ------------------------------- | -------------- | --- | ------------------------------------------------- | --- |
| 1        | (Zollstraße)                  | Bundesstraße                  | Hiltalingerstrasse         | Nebenstrasse Kantonsstrasse                            | Weil am Rhein                   | Basel                  | Land                    | Regional                        | Ja             | Die führt auf dem Weg von Weil am Rhein nach Lörrach über 700 m als Zollfreistrasse durch Schweizer Gebiet (Kanton Basel-Stadt), allerdings ohne Auf- oder Abfahrten. | 47° 35′ 20,3″ N, 7° 35′ 35,5″ O (611627 / 270932) | Grenzübergang Basel-Kleinhüningen (CH) – Weil am Rhein-Friedlingen (D)                                                                                           |
| 2        | A5                            | Autobahn                      | A2                         | Autobahn Nationalstrasse                               | Weil am Rhein                   | Basel                  | Land                    | Überregional und Transitverkehr | Ja             | | 47° 35′ 9,9″ N, 7° 36′ 7,8″ O (612302 / 270611)   | Gemeinschaftszollanlage Basel (CH) – Weil am Rhein (D) |
| 3        | B3                            | Bundesstraße                  | / (Freiburgerstrasse)      | Hauptstrasse Kantonsstrasse                            | Weil am Rhein                   | Basel                  | Land                    | Regional                        | Ja             | | 47° 34′ 52,5″ N, 7° 36′ 16,4″ O (612485 / 270074) | Gemeinschaftszollanlage Basel (CH) – Weil am Rhein/Otterbach (D)                                                                                                 |
| 4        | Hauptstraße                   | Gemeindestraße                | 324 (Weilstrasse)          | Hauptstrasse Kantonsstrasse                            | Weil am Rhein                   | Riehen                 | Land                    | Lokal                           | Ja             | | 47° 35′ 31,9″ N, 7° 38′ 32,9″ O (615334 / 271298) | Ansicht Grenzübergang, Google Street View. |
| 5        | Basler Straße                 | Gemeindestraße                | (Lörracherstrasse)         | Hauptstrasse Kantonsstrasse                            | Lörrach                         | Riehen                 | Land                    | Lokal / Regional                | Ja             | | 47° 35′ 43″ N, 7° 39′ 20″ O (616317 / 271643)     | Deutsche Grenzkontrollstelle am Grenzübergang Lörrach – Riehen                                                                                                   |
| 6        | K 6331 (Riehenstraße)         | Kreisstraße                   | 323 (Inzlingerstrasse)     | Hauptstrasse Kantonsstrasse                            | Inzlingen                       | Riehen                 | Land                    | Lokal                           | Ja, unbesetzt  | | 47° 35′ 7,9″ N, 7° 40′ 19,3″ O (617558 / 270565)  | Ansicht Grenzübergang, Google Street View. |
| 7        | (Hörnle)                      | Bundesstraße                  | 317 (Grenzacherstrasse)    | Hauptstrasse Kantonsstrasse                            | Grenzach-Wyhlen                 | Riehen                 | Land                    | Regional                        | Ja             | | 47° 33′ 44,3″ N, 7° 38′ 5,3″ O (614766 / 267973)  | Grenzübergang Riehen (CH) – Grenzach-Wyhlen (D) |
| 8        | A861                          | Autobahn                      | A3                         | Autobahn Nationalstrasse                               | Rheinfelden (Baden)             | Rheinfelden AG         | Rheinbrücke             | Überregional und Transitverkehr | Ja             | Auf Schweizer Seite zunächst offiziell Autobahnzubringer N3–A98, nach etwa 1 km Überleitung auf .                                                                     | 47° 32′ 54,2″ N, 7° 45′ 30″ O (624067 / 266458)   | Rheinfelder Brücke mit Schweizer Zollkontrollstelle im Hintergrund                                                                                               |
| 9        | Rheinbrückstraße              | Gemeindestraße                | Rheinbrückstrasse          | Nebenstrasse Gemeindestrasse                           | Rheinfelden (Baden)             | Rheinfelden AG         | Rheinbrücke             | Lokal                           | Ja, unbesetzt  | Nur noch nutzbar durch ÖPNV, Taxis, Mofas und landwirtschaftliche Fahrzeuge.                                                                                          | 47° 33′ 18,7″ N, 7° 47′ 22,4″ O (626415 / 267223) | Deutsche Auffahrt auf alte Rheinbrücke Rheinfelden, im Vordergrund Hinweise zur Nutzungseinschränkung                                                            |
| 10       | (Fricktalstraße)              | Bundesstraße                  | K294                       | Hauptstrasse Kantonsstrasse                            | Bad Säckingen                   | Stein                  | Rheinbrücke             | Regional                        | Ja             | Auf Schweizer Seite Überleitung auf etwa 130 m nach der Grenze. | 47° 32′ 46,2″ N, 7° 56′ 57,5″ O (638445 / 266287) | Zollkontrollstelle Bad Säckingen – Stein, dahinter Fridolinsbrücke                                                                                               |
| 11       | L 151A (Flößerstraße)         | Landesstraße                  | Rheinbrücke / K461         | Hauptstrasse Kantonsstrasse                            | Laufenburg (Baden)              | Laufenburg AG          | Rheinbrücke             | Regional                        | Ja             | Auf Schweizer Seite Überleitung auf etwa 200 m nach der Grenze. | 47° 33′ 42,1″ N, 8° 4′ 28,7″ O (647866 / 268082)  | Hochrheinbrücke, im Hintergrund deutsche Zollkontrollstelle |
| 12       | Rheinbrücken-straße /         | ? / Bundesstraße              | Rheinbrückerstrasse / K113 | Hauptstrasse Kantonsstrasse                            | Waldshut-Tiengen                | Koblenz AG             | Rheinbrücke             | Regional                        | Ja             | Auf deutscher Seite Überleitung auf etwa 200 m nach der Grenze. Auf Schweizer Seite Überleitung auf etwa 100 m nach der Grenze.                                       | 47° 36′ 30,7″ N, 8° 13′ 59,4″ O (659744 / 273397) | Rheinbrücke Koblenz – Waldshut, rechts Schweizer Zollkontrollstelle                                                                                              |
| 13       | L 162 (Zurzacher Straße)      | Landesstraße                  | 295.4 (Zürcherstrasse)     | Hauptstrasse Kantonsstrasse                            | Küssaberg                       | Bad Zurzach            | Rheinbrücke             | Lokal / Regional                | Ja             | Auf Schweizer Seite in etwa 750 m Entfernung von der Grenze. | 47° 35′ 10″ N, 8° 18′ 8,7″ O (664979 / 270958)    | Rheinbrücke Zurzach–Rheinheim, deutsche Zollkontrollstelle im Hintergrund                                                                                        |
| 14       | Schlossweg / L 161            | Gemeindestraße / Landesstraße | K430 (Hauptgasse)          | Nebenstrasse Kantonsstrasse                            | Hohentengen am Hochrhein        | Kaiserstuhl AG         | Rheinbrücke             | Lokal / Regional                | Nein           | Auf deutscher Seite Überleitung auf L 161 etwa 300 m nach der Grenze. Auf Schweizer Seite in etwa 750 m Entfernung von der Grenze.                                    | 47° 34′ 11,7″ N, 8° 25′ 8,7″ O (673776 / 269263)  | Rheinbrücke Hohentengen am Hochrhein-Kaiserstuhl, Blick von der Schweiz nach Deutschland                                                                         |
| 15       | L 161 (Schaffhauser Straße)   | Landesstraße                  | 560 (Badener Landstrasse)  | Nebenstrasse Staatsstrasse                             | Hohentengen am Hochrhein        | Wasterkingen           | Land                    | Lokal                           | Ja             | | 47° 35′ 12,1″ N, 8° 27′ 55,8″ O (677246 / 271172) | Blick von der Schweiz auf Grenzübergang Hohentengen – Wasterkingen                                                                                               |
| 16       | L 164                         | Landesstraße                  | 562 (Bergstrasse)          | Nebenstrasse Staatsstrasse                             | Klettgau                        | Wil                    | Land                    | Lokal                           | Nein           | | 47° 36′ 38,6″ N, 8° 28′ 40,4″ O (678141 / 273855) | |
| 17       | K 6577 (Wittmerstraße)        | Kreisstraße                   | Buchenloo                  | Nebenstrasse Gemeindestrasse                           | Dettighofen                     | Wil                    | Land                    | Lokal                           | Nein           | | 47° 36′ 52,1″ N, 8° 29′ 36,4″ O (679304 / 274287) | |
| 18       | K 6579                        | Kreisstraße                   | 544 (Bergstrasse)          | Nebenstrasse Staatsstrasse                             | Dettighofen                     | Rafz                   | Land                    | Lokal                           | Nein           | | 47° 38′ 2,4″ N, 8° 31′ 16″ O (681354 / 276488)    | |
| 19       | K 6580 (Hauptstraße)          | Kreisstraße                   | 558 (Landstrasse)          | Nebenstrasse Staatsstrasse                             | Lottstetten                     | Rafz                   | Land                    | Lokal                           | Ja, unbesetzt  | | 47° 37′ 12,3″ N, 8° 33′ 39,9″ O (684382 / 274984) | Ansicht Grenzübergang, Google Street View. |
| 20       | B27                           | Bundesstraße                  | (Schaffhausener Strasse)   | Hauptstrasse Staatsstrasse                             | Lottstetten                     | Rafz                   | Land                    | Regional                        | Ja             | | 47° 36′ 50,5″ N, 8° 34′ 15,5″ O (685135 / 274318) | |
| 21       | K 6581 Dorfstraße             | Gemeindestraße                |                            | Nebenstrasse Gemeindestrasse                           | Lottstetten                     | Rafz                   | Land                    | Lokal                           | Nein           | | 47° 36′ 10,2″ N, 8° 33′ 49,9″ O (684618 / 273069) | |
| 22       | L 165A (Rüdlinger Straße)     | Landesstraße                  | Nackerstrasse              | Nebenstrasse Gemeindestrasse                           | Lottstetten                     | Rüdlingen              | Land                    | Lokal                           | Nein           | | 47° 35′ 44″ N, 8° 34′ 29,4″ O (685454 / 272269)   | Ansicht Grenzübergang, Google Street View. |
| 23       | Rheinauer Straße / K 6582     | Gemeindestraße / Kreisstraße  | 540 Zollstrasse            | Nebenstrasse Staatsstrasse                             | Jestetten                       | Rheinau                | Rheinbrücke             | Lokal                           | Nein           | Auf deutscher Seite Überleitung auf K 6582 etwa 50 m nach der Grenze. Nur für Fahrzeuge bis 8 t und 3,3 m Höhe zugelassen.                                            | 47° 38′ 51,5″ N, 8° 36′ 10,2″ O (687475 / 278092) | Blick von der Schweiz auf Rheinbrücke Rheinau–Altenburg, dahinter Deutschland                                                                                    |
| 24       | K 6583 (Neuhauser Straße)     | Kreisstraße                   | Dorfstrasse                | Nebenstrasse Gemeindestrasse                           | Jestetten                       | Laufen-Uhwiesen        | Land                    | Lokal                           | Ja, unbesetzt  | | 47° 39′ 55,1″ N, 8° 36′ 26,8″ O (687792 / 280062) | Ansicht Grenzübergang, Google Street View. |
| 25       | K 6583 (Neuhauser Straße)     | Kreisstraße                   | Grenzstrasse               | Nebenstrasse Gemeindestrasse                           | Jestetten                       | Laufen-Uhwiesen        | Land                    | Lokal                           | Nein           | | 47° 40′ 7,2″ N, 8° 36′ 22,3″ O (687691 / 280435)  | |
| 26       | K 6583 (Vogelsang)            | Kreisstraße                   | Buchweg                    | Nebenstrasse Gemeindestrasse                           | Jestetten                       | Neuhausen am Rheinfall | Land                    | Lokal                           | Nein           | | 47° 40′ 19,9″ N, 8° 36′ 22,2″ O (687685 / 280827) | Ansicht Grenzübergang, Google Street View. |
| 27       | B27                           | Bundesstraße                  | (Zollstrasse)              | Hauptstrasse Kantonsstrasse                            | Jestetten                       | Neuhausen am Rheinfall | Land                    | Regional                        | Ja             | | 47° 40′ 9,6″ N, 8° 35′ 44,5″ O (686902 / 280495)  | |
| 28       | L 165 (Osterfinger Straße)    | Landesstraße                  | 343.1 (Zollstrasse)        | Hauptstrasse Kantonsstrasse                            | Jestetten                       | Wilchingen             | Land                    | Lokal                           | Ja             | | 47° 38′ 44,7″ N, 8° 31′ 53,9″ O (682128 / 277806) | |
| 29       | K 6571                        | Kreisstraße                   | Löchlistrasse              | Nebenstrasse Gemeindestrasse                           | Klettgau                        | Wilchingen             | Land                    | Lokal                           | Nein           | | 47° 39′ 26″ N, 8° 27′ 57,6″ O (677180 / 279013)   | Ansicht Grenzübergang, Google Street View. |
| 30       | (Hauptstraße)                 | Bundesstraße                  | (Zollstrasse)              | Hauptstrasse Kantonsstrasse                            | Klettgau                        | Trasadingen            | Land                    | Regional                        | Ja             | | 47° 39′ 43,5″ N, 8° 25′ 55,3″ O (674622 / 279522) | Ansicht Grenzübergang, Google Street View. |
| 31       | K 6506 (Hallauer Straße)      | Kreisstraße                   | Wunderklingerstrasse       | Nebenstrasse Gemeindestrasse                           | Eggingen                        | Hallau                 | Land                    | Lokal                           | Nein           | | 47° 41′ 49,1″ N, 8° 24′ 20,6″ O (672598 / 283377) | Ansicht Grenzübergang, Google Street View. |
| 32       | K 6507                        | Kreisstraße                   | ?                          | Nebenstrasse Gemeindestrasse                           | Stühlingen                      | Hallau                 | Land                    | Lokal                           | Nein           | | 47° 43′ 11,4″ N, 8° 26′ 25″ O (675160 / 285950)   | Ansicht Grenzübergang, Google Street View. |
| 33       | B315                          | Bundesstraße                  | (Schwarzwaldstrasse)       | Hauptstrasse Kantonsstrasse                            | Stühlingen                      | Schleitheim            | Wutachbrücke            | Regional                        | Ja             | | 47° 44′ 56,7″ N, 8° 27′ 23,1″ O (676328 / 289217) | Deutsche Grenzkontrollstelle Stühlingen und direkt dahinter Grenzübertritt auf der Wutachbrücke                                                                  |
| 34       | K 5742 (Zollstraße)           | Kreisstraße                   | Zollstrasse                | Nebenstrasse Gemeindestrasse                           | Blumberg                        | Beggingen              | Land                    | Lokal                           | Ja             | | 47° 46′ 53,5″ N, 8° 32′ 28,8″ O (682644 / 292912) | Schweizerische Grenzkontrollstelle Beggingen des Grenzübergangs Blumberg – Beggingen                                                                             |
| 35       | B27                           | Bundesstraße                  | A4                         | Autostrasse Nationalstrasse                            | Blumberg                        | Bargen                 | Land                    | Überregional und Transitverkehr | Ja             | | 47° 48′ 6,8″ N, 8° 34′ 32,4″ O (685184 / 295212)  | Deutsches Zollamt Neuhaus in Blumberg |
| 36       | Alte Bargener Strasse         | Gemeindestraße                | Steigstrasse               | Nebenstrasse Gemeindestrasse                           | Blumberg                        | Bargen                 | Land                    | Lokal                           | Nein           | | 47° 48′ 9,3″ N, 8° 35′ 15,2″ O (686074 / 295304)  | |
| 37       | K 6138                        | Kreisstraße                   | (Schinderwies)             | Hauptstrasse Kantonsstrasse                            | Tengen                          | Bargen                 | Land                    | Lokal                           | Nein           | Nur noch lokale Bedeutung, da mautfrei parallel geführt wird. | 47° 47′ 13,5″ N, 8° 36′ 58,3″ O (688246 / 293611) | Ansicht Grenzübergang, Google Street View. |
| 38       | K 6138 (Schlauchstraße)       | Kreisstraße                   | (Hauptstrasse)             | Hauptstrasse Kantonsstrasse                            | Tengen                          | Merishausen            | Land                    | Lokal                           | Nein           | Nur noch lokale Bedeutung, da mautfrei parallel geführt wird. | 47° 46′ 48,7″ N, 8° 37′ 6,1″ O (688420 / 292848)  | Ansicht Grenzübergang, Google Street View. |
| 39       | ?                             | Gemeindestraße                | Zollstrasse                | Nebenstrasse Gemeindestrasse                           | Tengen                          | Opfertshofen           | Land                    | Lokal                           | Nein           | | 47° 46′ 37,3″ N, 8° 38′ 55,8″ O (690707 / 292531) | Ansicht Grenzübergang, Google Street View. |
| 40       | Hauptstraße                   | Gemeindestraße                | Wiechserstrasse            | Nebenstrasse Gemeindestrasse                           | Tengen                          | Thayngen               | Land                    | Lokal                           | Nein           | | 47° 46′ 57,1″ N, 8° 38′ 59,6″ O (690779 / 293143) | Ansicht Grenzübergang, Google Street View. |
| 41       | L 188 (Zollstraße)            | Landesstraße                  | 331 (Hauptstrasse)         | Hauptstrasse Kantonsstrasse                            | Tengen                          | Thayngen               | Land                    | Lokal                           | Ja             | | 47° 47′ 11,9″ N, 8° 40′ 51,5″ O (693099 / 293635) | Grenzmarkierung am Grenzübergang Tengen – Thayngen (L 188 – H 331)                                                                                               |
| 42       | K 6141 (Zollstraße)           | Kreisstraße                   | Schlattergasse             | Nebenstrasse Gemeindestrasse                           | Hilzingen                       | Thayngen               | Land                    | Lokal                           | Nein           | | 47° 45′ 37,8″ N, 8° 42′ 5,4″ O (694686 / 290753)  | Ansicht Grenzübergang, Google Street View. |
| 43       | Barzheimer Straße             | Gemeindestraße                | Schlatterstrasse           | Nebenstrasse Gemeindestrasse                           | Hilzingen                       | Thayngen               | Land                    | Lokal                           | Nein           | | 47° 45′ 53,3″ N, 8° 42′ 42,5″ O (695451 / 291244) | Ansicht Grenzübergang, Google Street View. |
| 44       | K 6143 (Thaynger Straße)      | Kreisstraße                   | Ebringerstrasse            | Nebenstrasse Gemeindestrasse                           | Gottmadingen                    | Thayngen               | Land                    | Lokal                           | Ja             | Für Lastkraftwagen gesperrt. | 47° 44′ 58,3″ N, 8° 44′ 26,8″ O (697650 / 289584) | Ansicht Grenzübergang, Google Street View. |
| 45       | /                             | Bundesstraße / Autobahn       | / J15                      | Hauptstrasse bzw. Kantonale Autostrasse Kantonsstrasse | Gottmadingen                    | Thayngen               | Land                    | Überregional und Transitverkehr | Ja             | Auf deutscher Seite beginnt etwa 2 km nach der Grenze. Auf Schweizer Seite beginnt die kantonale Autostrasse J15 etwa 1 km nach der Grenze.                           | 47° 44′ 25,7″ N, 8° 43′ 8,8″ O (696041 / 288550)  | Gemeinschaftszollanlage Bietingen (D) – Thayngen (CH) |
| 46       | K 6149 (Dörflinger Straße)    | Kreisstraße                   | Randeggerstrasse           | Nebenstrasse Gemeindestrasse                           | Gottmadingen                    | Dörflingen             | Land                    | Lokal                           | Ja             | | 47° 43′ 0,7″ N, 8° 44′ 9″ O (697338 / 285944)     | Ansicht Grenzübergang, Google Street View. |
| 47       | K 6152                        | Kreisstraße                   | Hinterdorf                 | Nebenstrasse Gemeindestrasse                           | Gailingen am Hochrhein          | Dörflingen             | Land                    | Lokal                           | Nein           | | 47° 42′ 8,8″ N, 8° 43′ 42,5″ O (696812 / 284331)  | Blick auf Grenzübergang Dörflingen – Gailingen am Hochrhein (Hinterdorf – K 6152), befindlich zwischen dem Haus in der Mitte des Bildes und dem rechten Bildrand |
| 48       | L 202                         | Landesstraße                  | 329 (Judenstrasse)         | Hauptstrasse Kantonsstrasse                            | Gailingen am Hochrhein          | Dörflingen             | Land                    | Lokal / Regional                | Ja, unbesetzt  | Grenzübergang der einzigen direkten Straßenverbindung aus Deutschland zur deutschen Exklave Büsingen am Hochrhein.                                                    | 47° 41′ 42,5″ N, 8° 43′ 36,6″ O (696702 / 283519) | Blick auf Grenzübergang Dörflingen – Gailingen am Hochrhein (H 329 – L 202), befindlich am rechten Bildrand in der Bildmitte unmittelbar hinter der Kreuzung     |
| 49       | L 202 (Gailinger Straße)      | Landesstraße                  | 329 (Judenstrasse)         | Hauptstrasse Kantonsstrasse                            | Büsingen am Hochrhein           | Dörflingen             | Land                    | Lokal / Regional                | Nein           | Grenzübergang der einzigen direkten Straßenverbindung aus Deutschland zur deutschen Exklave Büsingen am Hochrhein.                                                    | 47° 41′ 41,8″ N, 8° 43′ 2,7″ O (695996 / 283485)  | Blick auf Grenzübergang Büsingen am Hochrhein – Dörflingen (L 202 – H 329), befindlich an der Kreuzung hinter den beiden gelben Feldern rechts im Bild           |
| 50       | K 6153 (Dörflinger Straße)    | Kreisstraße                   | Büsingerstrasse            | Nebenstrasse Gemeindestrasse                           | Büsingen am Hochrhein           | Dörflingen             | Land                    | Lokal                           | Nein           | | 47° 42′ 11,1″ N, 8° 42′ 36,5″ O (695437 / 284382) | Ansicht Grenzübergang, Google Street View. |
| 51       | Siedlerstraße                 | Gemeindestraße                | ?                          | Nebenstrasse Gemeindestrasse                           | Büsingen am Hochrhein           | Dörflingen             | Land                    | Lokal                           | Nein           | | 47° 42′ 54,2″ N, 8° 42′ 1,8″ O (694692 / 285700)  | Ansicht Grenzübergang, Google Street View. |
| 52       | K 6154                        | Kreisstraße                   | Gennersbrunnerstrasse      | Nebenstrasse Gemeindestrasse                           | Büsingen am Hochrhein           | Schaffhausen           | Land                    | Lokal                           | Nein           | Nur für Fahrzeuge bis 3,5 t und Anlieger zugelassen. | 47° 42′ 40,4″ N, 8° 40′ 11,9″ O (692407 / 285239) | Ansicht Grenzübergang, Google Street View. |
| 53       | Buchthalerstraße              | Gemeindestraße                | Büsingerstrasse            | Nebenstrasse Gemeindestrasse                           | Büsingen am Hochrhein           | Schaffhausen           | Land                    | Lokal                           | Nein           | | 47° 41′ 51,1″ N, 8° 40′ 26,6″ O (692737 / 283720) | |
| 54       | Alte Schaffhauserstraße       | Gemeindestraße                | Felsgasse                  | Nebenstrasse Gemeindestrasse                           | Stemmer (Büsingen am Hochrhein) | Schaffhausen           | Land                    | Lokal                           | Nein           | | 47° 41′ 26,3″ N, 8° 39′ 32″ O (691612 / 282935)   | |
| 55       | Vögelingässchen               | Gemeindestraße                | Im Stemmerli               | Nebenstrasse Gemeindestrasse                           | Büsingen am Hochrhein           | Schaffhausen           | Land                    | Lokal                           | Nein           | Nur Anliegerverkehr zur Schweizer Straße Im Stemmerli, die nur über deutsches Gebiet mit Fahrzeugen erreichbar ist.                                                   | 47° 41′ 14,2″ N, 8° 39′ 50,6″ O (692005 / 282567) | |
| 56       | L 202 (Schaffhausener Straße) | Landesstraße                  | 329 (Rheinhaldenstrasse)   | Hauptstrasse Kantonsstrasse                            | Büsingen am Hochrhein           | Schaffhausen           | Land                    | Lokal / Regional                | Nein           | | 47° 41′ 11″ N, 8° 39′ 49,6″ O (691986 / 282470)   | Ansicht Grenzübergang, Google Street View. |
| 57       | L 190                         | Landesstraße                  | Rheinbrücke                | ?                                                      | Gailingen am Hochrhein          | Diessenhofen           | Rheinbrücke             | Lokal / Regional                | Ja             | Nur für Fahrzeuge bis 3,5 t und 3,4 m Höhe zugelassen. | 47° 41′ 26,9″ N, 8° 45′ 3,4″ O (698521 / 283066)  | Blick auf den Grenzübergang Rheinbrücke Diessenhofen–Gailingen                                                                                                   |
| 58       | K 6151 (Ramsener Straße)      | Kreisstraße                   | 329 (Vor der Brugg)        | Hauptstrasse Kantonsstrasse                            | Gailingen am Hochrhein          | Ramsen                 | Land                    | Lokal / Regional                | Nein           | | 47° 42′ 1,4″ N, 8° 47′ 54,6″ O (702072 / 284192)  | Ansicht Grenzübergang, Google Street View. |
| 59       | K 6150 (Zum Grenzstein)       | Kreisstraße                   | Dorfstrasse                | Nebenstrasse Gemeindestrasse                           | Gottmadingen                    | Buch                   | Land                    | Lokal                           | Nein           | | 47° 42′ 57,7″ N, 8° 46′ 13,5″ O (699936 / 285895) | Blick auf den Grenzübergang Buch – Gottmadingen-Murbach, befindlich in der Mitte der linken Bildhälfte hinter dem Strommast                                      |
| 60       | Steiner Weg                   | Gemeindestraße                | Steinerstrasse             | Nebenstrasse Gemeindestrasse                           | Gottmadingen                    | Buch                   | Land                    | Lokal                           | Nein           | | 47° 43′ 38,4″ N, 8° 47′ 5,3″ O (700994 / 287171)  | Ansicht Grenzübergang, Google Street View. |
| 61       | ?                             | Gemeindestraße                | ?                          | Nebenstrasse Gemeindestrasse                           | Gottmadingen                    | Ramsen                 | Land                    | Lokal                           | Nein           | Grenzübertritt nur zulässig durch Bewohner von Ramsen-Hofenacker, Mofas und land- und forstwirtschaftliche Fahrzeuge.                                                 | 47° 43′ 54,4″ N, 8° 47′ 51,6″ O (701949 / 287680) | Ansicht Schweizer Zufahrt zum Grenzübergang, Google Street View.                                                                                                 |
| 62       | ?                             | Gemeindestraße                | ?                          | Nebenstrasse Gemeindestrasse                           | Rielasingen-Worblingen          | Ramsen                 | Land                    | Lokal                           | Nein           | Grenzübertritt nur zulässig durch Bewohner von Ramsen-Hofenacker, Mofas und land- und forstwirtschaftliche Fahrzeuge.                                                 | 47° 43′ 52,2″ N, 8° 48′ 31,6″ O (702784 / 287629) | Ansicht Grenzübergang, Google Street View. |
| 63       | L 191 (Ramsener Straße)       | Landesstraße                  | 332 (Moskau)               | Hauptstrasse Kantonsstrasse                            | Rielasingen-Worblingen          | Ramsen                 | Land                    | Lokal/Regional                  | Ja             | | 47° 42′ 44,4″ N, 8° 49′ 21,9″ O (703870 / 285552) | Deutsches Zollamt am Grenzübergang Ramsen – Rielasingen-Worblingen                                                                                               |
| 64       | L 192 (Steiner Straße)        | Landesstraße                  | 330 (Oehningerstrasse)     | Hauptstrasse Kantonsstrasse                            | Öhningen                        | Stein am Rhein         | Land                    | Lokal/Regional                  | Ja             | | 47° 39′ 37,4″ N, 8° 52′ 33″ O (707958 / 279850)   | Ansicht Grenzübergang, Google Street View. |
| 65       | Gottlieber Straße / 33n       | Gemeindestraße / Bundesstraße | (Konstanzer Strasse)       | Hauptstrasse Kantonsstrasse                            | Konstanz                        | Tägerwilen             | Land                    | Regional                        | Ja             | Auf deutscher Seite beginnt 33n etwa 200 m nach der Grenze. | 47° 39′ 47″ N, 9° 9′ 35,8″ O (729289 / 280576)    | Schweizer Zollkontrollstelle Tägerwilen |
| 66       | 33n                           | Bundesstraße                  | A7                         | Autobahn Nationalstrasse                               | Konstanz                        | Tägerwilen             | Land                    | Überregional und Transitverkehr | Ja             | | 47° 39′ 42,5″ N, 9° 9′ 40,9″ O (729399 / 280440)  | Schweizer Zollkontrollstelle auf A7 in Tägerwilen |
| 67       | Emmishofer Straße             | Gemeindestraße                | (Konstanzerstrasse)        | Hauptstrasse Kantonsstrasse                            | Konstanz                        | Kreuzlingen            | Land                    | Regional                        | Ja             | | 47° 39′ 22,2″ N, 9° 10′ 10,2″ O (730024 / 279824) | Zollkontrollstelle Emmishofer Tor |